# Rudolf I van Baden
Rudolf I van Baden (circa 1230 - 19 november 1288) was van 1250 tot 1288 markgraaf van Baden-Baden.

## Levensloop
Hij was de tweede zoon van markgraaf Herman V van Baden-Baden en Irmengard van de Rijn, dochter van paltsgraaf Hendrik V van de Rijn. Na de dood van zijn oudere broer Herman VI werd Rudolf I in 1250 gezamenlijk met zijn neef Frederik I markgraaf van Baden-Baden. Nadat zijn neef in 1268 overleed, werd Rudolf I de enige heerser van Baden-Baden.
In 1257 huwde hij met Cunigonde van Eberstein, dochter van graaf Otto van Eberstein. Ze kregen volgende kinderen:
- Cunigonde (1265-1310), huwde in 1291 met graaf Frederik VI van Zollern
- Herman VII (1266-1291), markgraaf van Baden-Baden
- Rudolf II (overleden in 1295), markgraaf van Baden-Baden
- Hesso (1268-1297), markgraaf van Baden-Baden
- Rudolf III (overleden in 1332), markgraaf van Baden-Baden
- Adelheid (overleden in 1295), abdis in de abdij van Lichtenthal
- Cunigonde (overleden in 1310/1315), huwde in 1293 met graaf Rudolf II van Wertheim
- Irmengard (1270-1320), huwde in 1296 met graaf Eberhard I van Württemberg

De familie Eberstein verhoogde de rijkdom van Rudolf I fors. Ook kreeg hij de helft van het Oude Eberstein-kasteel en in 1283 kocht Rudolf de andere helft van het kasteel. Dit kasteel was in de 14e eeuw de residentie van de markgraven van Baden-Baden. Ook liet Rudolf vanaf 1250 het kasteel van Hohenbaden bouwen.
Op 23 augustus 1258 schonk Rooms-Duits koning Richard van Cornwall op vraag van Rudolf I de plaats Steinbach stadsrechten. Ook had Rudolf I conflicten met de graven van Württemberg en de bisschoppen van Straatsburg over de tol die schepen moest betalen om op de Rijn te mogen varen. 
Ook liet Rudolf heel wat kerken en abdijen bouwen en was hij een groot liefhebber van kunst en minnezang. In de geschriften van zijn tijd werd Rudolf beschreven als een vroom en zachtaardig man. Na zijn dood werd hij begraven in de abdij van Lichtenthal.